# Praça da República (Póvoa de Varzim)
A Praça da República, anteriormente designada Largo de São Roque, é um largo entre a Praça do Almada, centro cívico, e a Rua da Junqueira, rua comercial, no centro da cidade da Póvoa de Varzim. É denominada popularmente como Largo de Santiago.

## História

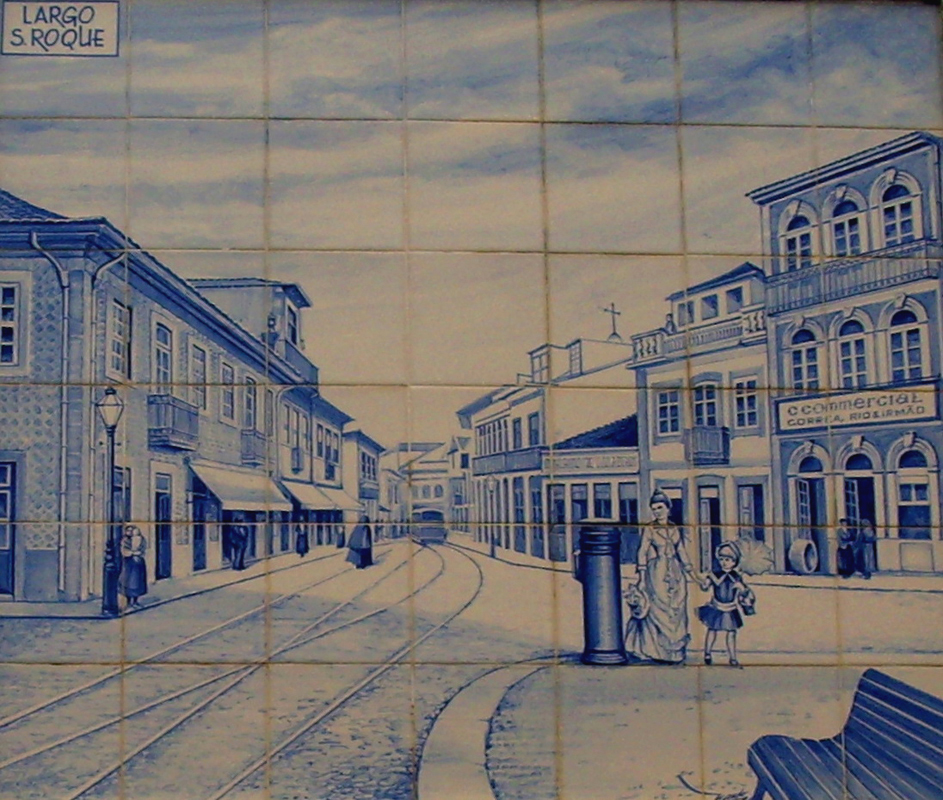
Carro americano vindo da Rua da Junqueira em direcção à Praça do Almada.

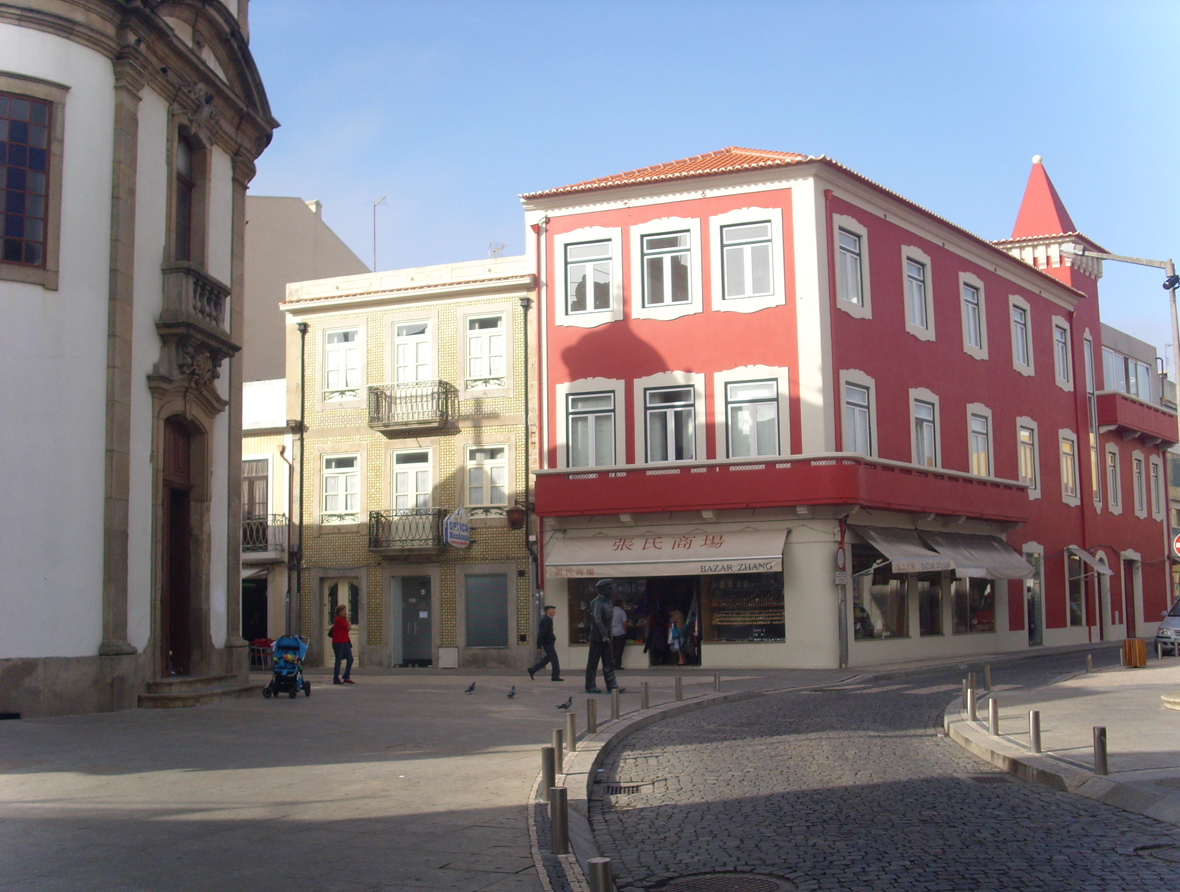
Antigo hotel.

A Capela de São Roque foi fundada em 1582 por Diogo Peres de S. Pedro e sua mulher Maria Fernandes de Faria. entretanto o culto a uma imagem de Santiago (possivelmente do século XV), encontrada na praia, fez crescer o culto a Santiago, justificando a mudança de invocação. Em 1741 erigiu-se ali a Confraria de Santiago e, em 1887, a capela é reformada e aumentada. A fundação do templo prendia-se com o facto de se localizar num cruzamento de caminhos que se uniam num único de acesso à Ribeira, local junto à Enseada da Póvoa.
A rua da Junqueira funcionava já no século XIX como uma intensa rua de actividade comercial e como acesso à praia e ao jogo privado, em especial no nacionalmente conceituado casino Salão Chinês. A praça passou então a funcionar como porta de entrada para as pessoas oriundas das províncias do Minho, de Trás-os-Montes e do Alto Douro, que chegavam por conselho médico para curar vários problemas de saúde, respirando os ares e mergulhar nas águas ricos em iodo da Póvoa. Assim, a praça ganha centralidade e era onde as cocheiras recolhiam os carros. Em 1897 aquando da ampliação da linha de carros americanos, transportes urbanos, é criando um desvio pela praça até à Praia de Banhos.
Dessa forma e respondendo as necessidades de alojamento que se faziam sentir, dá-se a criação de hotéis, e em 1893 já na zona estavam registados vários hotéis: o Aura Campista, na casa n.º 12, e nas imediatas imediações o Hotel do Sinal e o Hotel Universal (1896). Em 1908, era criado o internacional Hotel Europa. Pelas leis do turismo desaparecem todos na primeira metade do século XX.

## Morfologia urbana
Centrando a praça, a poente encontra-se a capela que por muito tempo deu o nome ao largo, a Capela de São Roque, hoje mais conhecida como Capela de Santiago.
Do lado direito da Capela de São Roque e Santiago encontram-se o Ritz Café, café tradicional da Póvoa de Varzim aberto ininterruptamente desde 1979, e o Clube Naval Povoense (1904); pela esquerda, inicia-se a rua da Junqueira.